# Поместная система
Поме́стная систе́ма — порядок служилого землевладения, установившийся в Русском государстве в XV и XVII веках. 
Юридические основы «Поместной системы» Русского государства были закреплены в Судебнике 1497 года. В основе поместной системы лежало поместье — участок казённой (государственной) земли, данный государем (великим князем, царём) (на срок службы или пожизненно) в личное владение служилому человеку под условием службы, одновременно как награда за службу (государственную, в основном военную) и источник материального дохода, с которого владелец поместья снаряжал себя для походов. Условным, личным и временным характером поместное владение отличалось от вотчины, составлявшей полную и наследственную собственность своего владельца.

## История
Поместное владение стало складываться в стройную и сложную систему с правления русского царя и великого князя Ивана III. Тогда начали вырабатываться точные правила раздачи казённых земель в поместное владение служилым людям. Эти правила стали необходимы при усиленном наборе (выборе) служилых людей и при усиленной раздаче им казённых земель в местное владение. В XVI веке иногда происходила массовая раздача поместий. Первая массовая раздача земель служилым людям, в виде поместий, была произведена в Новгородской и других землях (краях) при Великом князе Иване III Васильевиче. Наиболее известный случай подобной раздачи относится к 1550 году, когда из разных уездов на службу было призвано около тысячи служилых людей, городовых дворян и детей боярских, которым были розданы поместья в Московском и ближайших уездах общей площадью 176 775 десятин пахотной земли. Всё это позволило сформировать многочисленное поместное войско и разрядные полки.
Вскоре после завоевания Казани правительством были составлены списки служивых людей с разделением их на разряды по качеству вооружения (род оружия), размерам вотчинного и поместного владения и по окладам денежного жалованья. Поместная система оказала разностороннее и глубокое влияние на государственный и хозяйственный склад русского общества.
Поместное владение постепенно уравнивалось с вотчинным. Во-первых, владельцы вотчин стали служить на тех же основаниях и по тем же принципам, что и помещики. Во-вторых, поместья постепенно стали переходить по наследству. Сначала они переходили наследникам помещика с разрешения или по распоряжению монарха, а наследники были обязаны нести службу, потом служба перестала быть обязательным условием наследования. В XVIII веке поместье было признано полной собственностью помещика со всеми правами распоряжения. Таким образом поместная система способствовала развитию частного землевладения в России, превратив огромное количество казённой земли, которой были наделены помещики, в их частную собственность.
При царе Петре I, в соответствии с его Указом о единонаследии, от 1714 года, который юридически закрепил слияние поместий с вотчинами в единый вид дворянской земельной собственности, поместная система перестала существовать.